# Alien Private Eye
Alien Private Eye è un film del 1987, diretto da Vik Rubenfeld. È una storia di ambientazione fantascientifica.

## Trama
Alla ricerca di un potente farmaco, un alieno dovrà combattere sulla Terra contro una razza nemica, anche loro inviati alla ricerca della stessa cosa.